# Web Open Font Format
Web Open Font Format (WOFF) è un formato di file per font utilizzati nelle pagine Web.
Originariamente sviluppato nel 2009 da Jonathan Kew, Tal Leming e Erik van Blokland, nel 2010 è stato formalmente richiesto da Mozilla Foundation, Opera Software e Microsoft al World Wide Web Consortium di standardizzare il formato. Il formato è stato approvato come raccomandazione nel dicembre 2012.
Nel marzo 2018 è stata pubblicata una seconda versione del formato, sponsorizzata da Google, che utilizzata l'algoritmo di compressione Brotli.

## Specifiche
WOFF è essenzialmente un contenitore di font basati su spline (formati TTF, OpenType o Open Font) che sono stati compressi usando un tool di codifica WOFF in modo da incorporarli in una pagina web.
Il formato utilizza la compressione zlib (specificamente, la funzione compress2), permettendo di ottenere una tipica riduzione della dimensione del file di un TTF di oltre il 40%.

## Supporto dei produttori
Il formato ha ricevuto l'appoggio di molti dei principali creatori di font ed è supportato in Mozilla Firefox sin dalla versione 3.6.
Nell'ottobre 2009 Microsoft ha dichiarato che stava considerando di supportare Woff in Internet Explorer 9. Microsoft ha più tardi confermato tale supporto che sarebbe stato incluso nella terza anteprima pubblica (platform preview) di Internet Explorer 9.
I browser basati su WebKit supportano WOFF dal 2010.
WOFF 2.0 è supportato da Mozilla Firefox, Microsoft Edge e Safari, oltre che vari browser basati su Blink.